# IC 3954
IC 3954 је спирална галаксија у сазвјежђу Береникина коса која се налази на листи објеката дубоког неба у Индекс каталогу.
Деклинација објекта је + 19° 16' 21" а ректасцензија 12h 59m 12,7s. Привидна величина (магнитуда) објекта IC 3954 износи 16,2 а фотографска магнитуда 17,0.